# 에로 사리넨
에로 사리넨(핀란드어·영어: Eero Saarinen, IPA: ˈeːro ˈsɑːrinen, 1910년 8월 20일 ~ 1961년 9월 1일)은 핀란드와 미국의 건축가, 산업 디자이너이다. 그의 프로그램들에 나타나는 단순하면서도 활력있는, 아치 형의 구조적 곡선과 기계와 같은 이성적인 특징의 설계로 유명하다.

## 생애
에로 사리넨은 아버지인 엘리엘 사리넨과 생일이 같다. 사리넨은 13세 때인 1923년 미국으로 이주하였다. 사리넨은 그의 아버지가 학생들을 가르쳤던 크랜브룩 미술 아카데미가 있는 미시간주 블룸필드 힐스에서 자랐다. 이 학교에서 그는 조각과 가구 디자인을 배웠다. 그는 같은 학생이었던 찰스 임스와 레이 임스와 매우 친하게 지냈으며, 플로렌스 놀과 좋은 친구가 되었다.
1929년 9월, 그는 프랑스 파리에 있는 아카데미 드 라 그랑드 쇼미에르에서 조각을 공부하기 시작했다. 이후 예일대학교 건축대학원에 입학하여 1934년에 학업을 끝냈다. 그 뒤, 그는 유럽과 북아프리카를 1년간 여행하고, 조국인 핀란드에 1년간 머물렀다. 그 후 그는 크랜브룩에 돌아와 아버지를 도와 학교에서 학생들을 가르쳤다. 그는 1940년 미국으로 귀화하였다. 사리넨은 자신처럼 건축가인 친구에 의해 전략사무국(OSS)에 가입하였다. 사리넨은 폭탄 제거 설명서를 그렸으며, 백악관의 상황실을 설계하는 데에 파견되었다. 사리넨은 1944년까지 OSS에서 근무하였다. 그의 아버지가 1950년에 죽은 후, 사리넨은 자신의 사무실인 "에로 사리넨 어소시에이츠"를 창설하였다.

### 개인사
사리넨은 첫 번째 부인과의 사이에 에릭, 수잔의 두 아이를 낳았다. 1954년 조각가인 첫 번째 부인 릴리안 스완 사리넨과 이혼한 이후, 사리넨은 뉴욕 타임즈의 미술 평론가인 얼라인 번스타인 루크하임(1914년 3월 25일 ~ 1972년 6월 13일)과 재혼하였다. 두 번째 부인과의 사이에서는 자신의 동료인 찰스 임스의 이름을 딴 아들 임스를 낳았다.